# 角砾岩

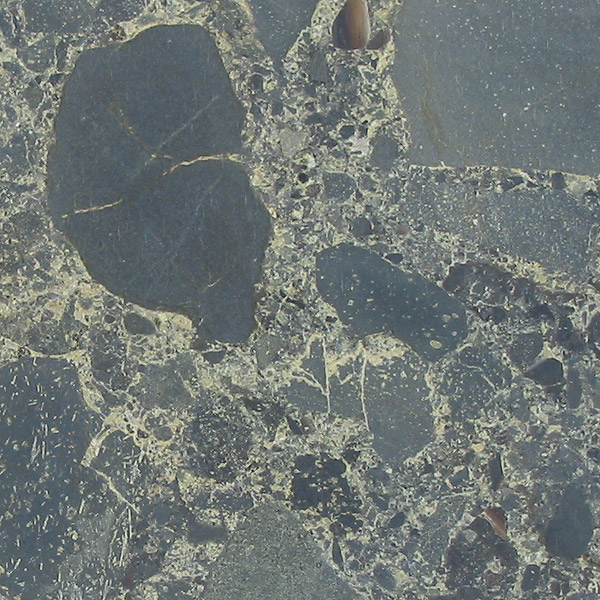
玄武岩角砾岩;绿色基质由绿帘石组成

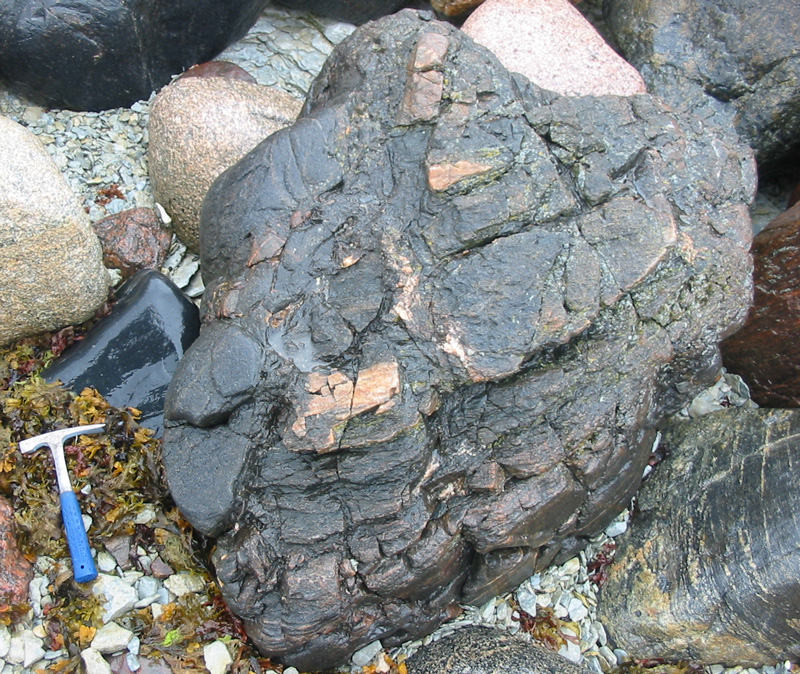

角砾岩和砾岩一样，也是一种碎屑岩，由从母岩上破碎下来的，颗粒直径大于2毫米的碎屑，经过搬运、沉积、压实、胶结而形成的基质岩石，砾石的平均直径如果在1-10毫米，为细砾，10-100毫米称为粗砾，大于100毫米为巨砾。其胶结物中常含有矿物，角砾岩也可以作为建筑材料。
角砾岩比较粗糙，可以见到明显的砾石，如果胶结成岩石的砾石超过50%是圆形的为砾岩，超过50%为具有棱角的，则称为角砾岩。
一个角砾岩可能有许多种不同的起源，由命名的类型所显示，包括沉积角砾岩，构造角砾岩，火成角砾岩，撞击角砾岩，和热液角砾岩。